# برج هوور

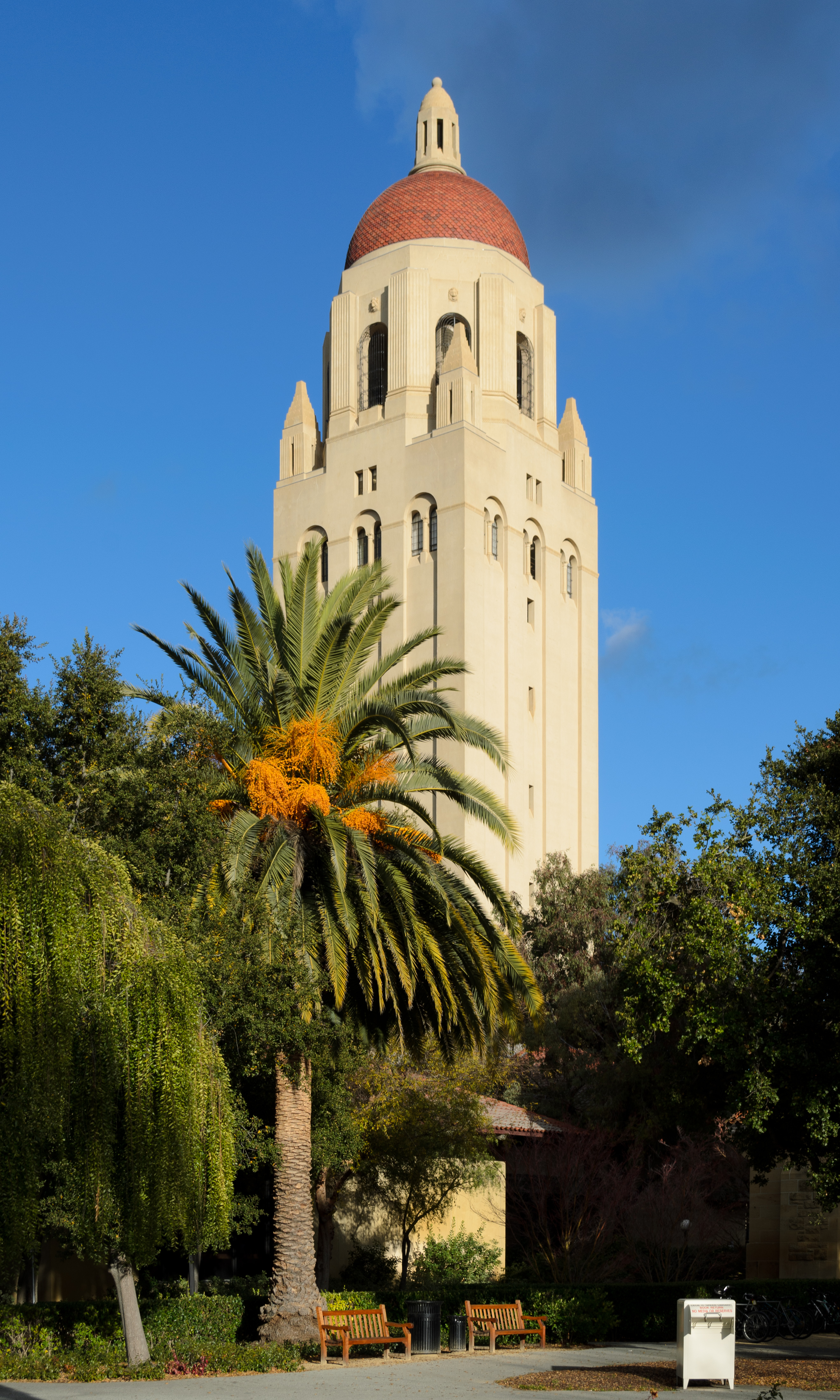
نمای غربی

برجِ هوور بنایی ۸۷متری در محوّطهٔ دانشگاه استنفورد است که به نامِ هربرت هوور نامیده شده است.
ساختِ برج در ۱۹۴۱ به انجام رسید. نُه اشکوبِ پایینی برج کتابخانه است و سه اشکوبِ بالاتر اداری. اشکوبِ ۱۱ مدّتی میزبانِ آلکساندر سولژنیتسینِ تبعیدی بوده است. در دسامبرِ ۱۹۷۰ و اوتِ ۲۰۲۰ آذرخش نوکِ این برج را ویران کرد.